# Tayabas
Tayabas est une municipalité de la province de Quezon, aux Philippines. C'est l'ancienne capitale de la province de Tayabas, aujourd'hui Aurora et Quezon.
Tayabas est connue pour le lambanog (arack de noix de coco) et ses sucreries et spécialités culinaires sucrés. Elle est surtout célèbre pour ses stations balnéaires, ses maisons patrimoniales, ses monuments historiques dont plus de 20 ponts de pierre espagnols avec des gravures d'ancêtres philippins, ses croix en pierre archaïques d'importance nationale du XVIe siècle qui sont censées être des maisons d'esprits de la nature, de repos et de loisirs, et ses festivités. Les sites architecturaux prédominants de la ville, y compris ses ponts, ont conduit de nombreux chercheurs à faire campagne pour son inclusion dans la liste du patrimoine mondial de l'UNESCO. Tayabas est accessible par voie terrestre depuis Metro Manila en passant par Rizal et Laguna East via Manila East Road ou via la South Luzon Expressway.

## Géographie

### Barangays
Tayabas est subdivisée en 66 barangays.
- Alitao
- Alsam Ibaba
- Alsam Ilaya
- Alupay
- Angeles Zone I (Poblacion (en))
- Angeles Zone II
- Angeles Zone III
- Angeles Zone IV
- Angustias Zone I (Poblacion (en))
- Angustias Zone II
- Angustias Zone III
- Angustias Zone IV
- Anos
- Ayaas
- Baguio
- Banilad
- Ibabang Bukal
- Ilayang Bukal
- Calantas
- Calumpang
- Camaysa
- Dapdap
- Kanlurang Domoit
- Silangang Domoit
- Gibanga
- Ibas
- Ilasan Ibaba
- Ilasan Ilaya
- Ipilan
- Isabang
- Katigan Kanluran
- Katigan Silangan
- Lakawan
- Lalo
- Lawigue
- Lita
- Malaoa
- Masin
- Mate
- Mateuna
- Mayowe
- Ibabang Nangka
- Ilayang Nangka
- Opias
- Ibabang Palale
- Ilayang Palale
- Kanlurang Palale
- Silangang Palale
- Pandakaki
- Pook
- Potol
- San Diego Zone I (Poblacion (en))
- San Diego Zone II (Poblacion (en))
- San Diego Zone III
- San Diego Zone IV
- San Isidro Zone I (Poblacion (en))
- San Isidro Zone II
- San Isidro Zone III
- San Isidro Zone IV
- San Roque Zone I (Poblacion (en))
- San Roque Zone II
- Talolong
- Tamlong
- Tongko
- Valencia
- Wakas

## Histoire
En 1578, Fray Juan de Plasencia et Fray Diego de Oropesa, deux missionnaires franciscains d'origine espagnole, fondèrent la ville de Tayabas afin de répandre le christianisme parmi ses indigènes. Avant l'occupation, cependant, les indigènes Tayabenses vivaient dans des milieux ruraux typiques de cette époque, avec des barangays dirigés par des chefs de village et des conseils d'anciens. C'est à cette époque que les pierres et les rochers ancestraux que les gens croyaient être les foyers des esprits de la nature furent transformés en croix de pierre en raison de l'influence du christianisme. Ces rochers étaient vénérés par les ancêtres Tayabas en tant que divinités ou dieux. Ces croix de pierre existent aujourd'hui, beaucoup ayant cependant été volées, déracinées, vendues et détruites en raison de la croyance des chasseurs de trésors selon laquelle chaque croix cachait ou contenait des trésors. Les historiens et les archéologues ont réfuté ces affirmations et n'ont trouvé aucun trésor dans les croix de pierre archaïques de Tayabas. La destruction et le déracinement de ces croix ont mis en danger la tradition des croix de pierre de Tayabas.
De 1605 à 1901, Tayabas fut la capitale de la province de Tayabas, désormais connue sous le nom de Quezon. Au XIXe siècle, Tayabas était l'une des plus grandes villes du pays. Sa basilique mineure de l'Archange Saint-Michel, agrandie au milieu des années 1850, est la plus longue église du pays et témoigne durablement de son passé glorieux.
En plus de trois siècles d'occupation espagnole, seules huit villes et villages ont reçu le titre de Villa, et Tayabas en faisait partie. Ces huit villa étaient La Villa del Santisimo Nombre de Jesus de Cebu (1565), La Villa de Santiago de Libon (Albay, 1573), La Villa Fernandina de Vigan (Ilocos, 1574), La Villa Rica de Arevalo (Iloilo, 1581), La Noble Villa de Pila (Laguna, 1610), La Muy Noble Villa de Tayabas (Tayabas, 1703), La Villa de Bacolor (Pampanga, 1765), La Villa de Lipa (Batangas, 1887). Tayabas a reçu le titre de villa «la plus noble», ce qui signifie qu'elle a été placée dans les rangs de la noblesse.
Dans le livre "Les Philippines", écrit par le voyageur français Jean-Baptiste Mallat de Basillan (1806-1863), et publié en 1846, il apparaît que Tayabas comptait plus de 21 000 personnes à cette époque. Ce nombre a été réduit à 16 000 lorsque Lucena est devenue une ville indépendante en 1879. En raison de la faible croissance démographique pendant la période espagnole, ce nombre est resté inchangé jusqu'à l'arrivée des Américains.
Pendant la Révolution philippine, une garnison espagnole occupant les bâtiments massifs de l'église et du couvent a été assiégée par les forces de Miguel Malvar (en) du 15 juin 1898 au 15 août 1898, pendant exactement 2 mois, siège à la fin duquel elle a été contrainte de se rendre.
Tayabas a subi un coup terrible vers la fin de la Seconde Guerre mondiale lorsqu'elle a été complètement incendiée après un bombardement le 15 mars 1945. Avant cela, les vieilles maisons de Tayabas rivalisaient avec celles des structures de l'époque espagnole de Vigan.

## Population et société

### Démographie
Selon le recensement de 2020, Tayabas compte 112 658 habitants.

## Culture et patrimoine

### Monuments et lieux remarquables
Tayabas est riche en histoire car elle était la capitale de la province de Tayabas (maintenant partie de Quezon) durant la période espagnole. S'y trouvent des chutes d'eau, des grottes, une rivière et des collines/montagnes à découvrir.
Basilique mineure de l'Archange Saint-Michel (en)

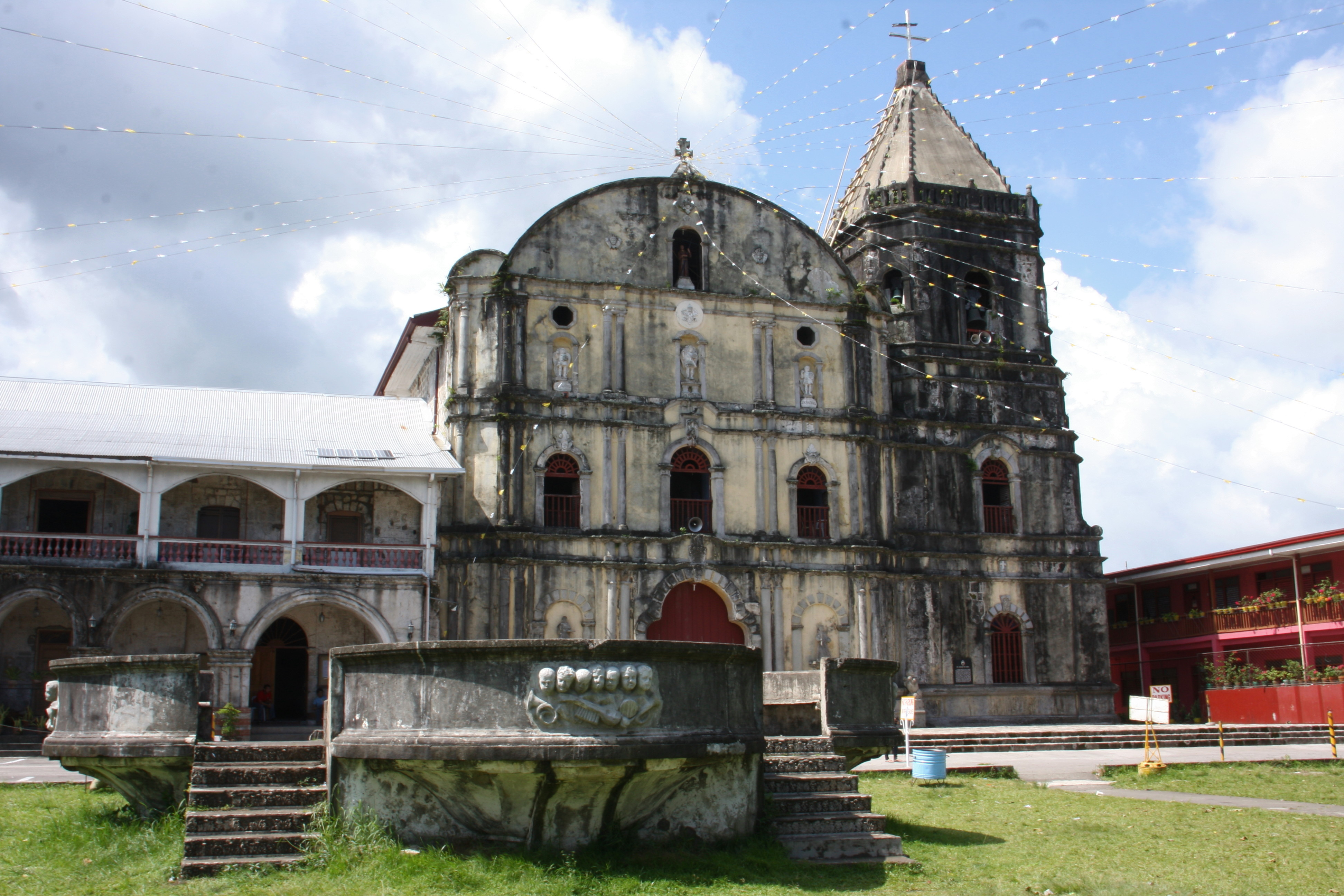
La basilique mineure de l'Archange Saint-Michel, considérée comme l'une des plus anciennes et des plus grandes églises des Philippines

La basilique mineure de l'Archange Saint Michel est une basilique catholique romaine située à Tayabas, Quezon. C'est la plus grande église catholique de la province de Quezon. Elle est réputée pour avoir la forme d'une clé. Les habitants appellent souvent l'église Susi ng Tayabas (La Clé de Tayabas). L'allée de l'église de 103 mètres (338 pieds) possède également la plus longue nef parmi les églises de l'époque coloniale espagnole aux Philippines,,. Le 18 octobre 1988, le titre de basilique mineure a été conféré par le pape Jean-Paul II lors de la congrégation pour le culte divin et la discipline des sacrements. La proclamation officielle fut faite lors d'une célébration eucharistique le 21 janvier 1989. Par le biais du décret présidentiel no. 374, le Musée national des Philippines a déclaré la basilique de Tayabas trésor culturel national le 31 juillet 2001, en même temps que 25 autres églises des Philippines.
Maison communautaire de Tayabas

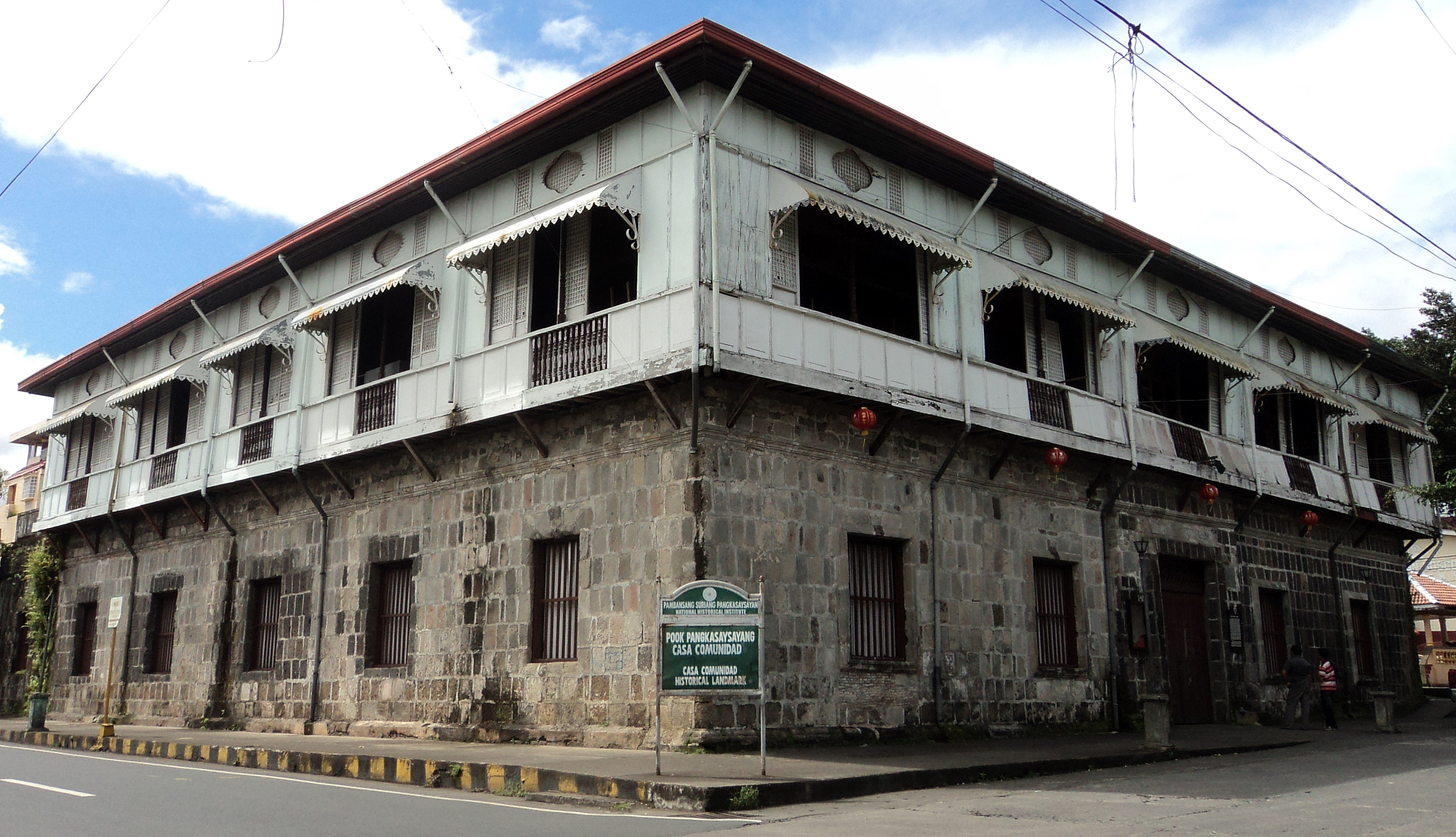
La maison communautaire de Tayabas, plus grand "Bahay na Bato" jamais restauré par l'Institut historique national

Construite en 1831 lorsque Don Diego Enriquez était gobernadorcillo, la maison communautaire de Tayabas est principalement conçue comme une maison d'hôtes pour les dignitaires espagnols en visite. Selon Buzeta et Brazo, Tayabas en 1851 avait une maison communautaire où se trouvait la prison. Le Tribunal semble également avoir été installé dans celle-ci. C'est notamment le lieu où Apolinario "Hermano Pule (en)" Dela Cruz a été jugé et condamné à mort en 1841. Il a été restauré dans les années 1990 grâce à des fonds donnés par les "Amis de Casa Comunidad", une organisation de Tayabenses aisés de Manille. En 1887, Juan Alvarez Guerra, un fonctionnaire espagnol, déclare qu'"au-delà de toute dispute, c'est l'une des meilleures des Philippines... Elle a des salles spacieuses, un décor magnifique et des meubles ornés". Il ajoute qu'à un coin du Tribunal se trouvait la station télégraphique. Malheureusement, peu de temps après la rédaction de son livre, un horrible incendie a consumé le bâtiment ainsi que d'autres dans la ville. Alfred Marache localise l'incendie vers 1882-1883. Pendant la période américaine, le bâtiment reconstruit est devenu une école publique. Ainsi, de centre du système judiciaire local, il est devenu le centre de la vie intellectuelle de la communauté. Il a été détruit une fois de plus dans le bombardement de 1945. Dans les années 2000, la maison communautaire a été reconstruite par l'Institut historique national. C'est un monument historique national qui abrite le musée local et la bibliothèque municipale. Elle est l'hôte de nombreuses activités culturelles et historiques. Ce bâtiment centenaire est le lieu où Apolinario "Hermano Pule" Dela Cruz a été jugé et condamné à mort en 1841.
Pont Malagonlong (en)

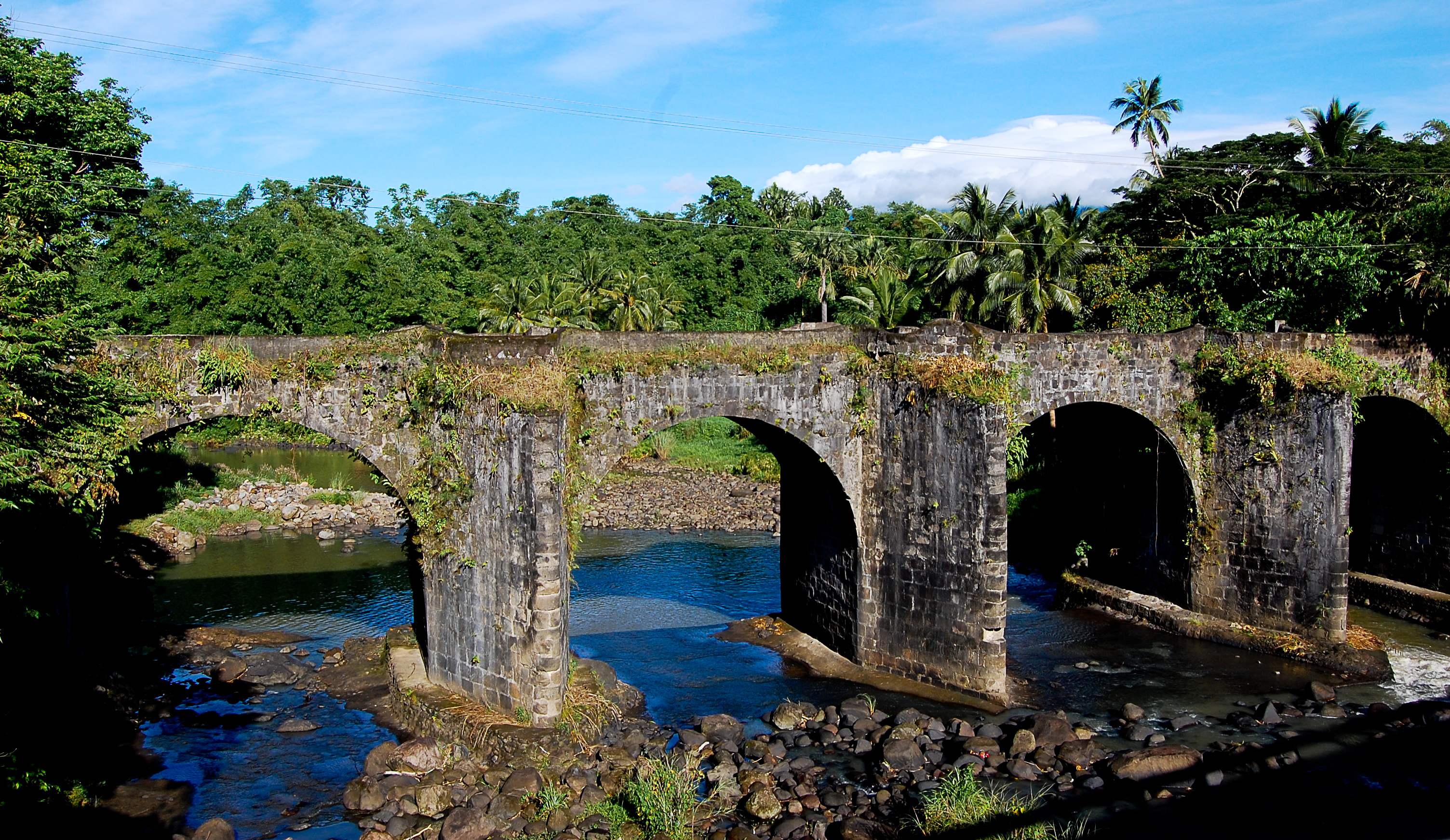
Malagonlong Bridge is considered as a National Cultural Treasure and other 10 bridges in Tayabas

Déclaré site historique par l'Institut national d'histoire et candidat potentiel au patrimoine mondial de l'UNESCO, le pont de Malogonlong est l'un des plus anciens et des plus longs ponts en pierre voûtés de la province de Quezon. Il s'agit d'un pont de pierre de 136 mètres de long (446 pieds) construit entre 1840 et 1850 sous la direction du "Ministro del Pueblo", Fray Antonio Mattheos, un prêtre franciscain. C'était le pont le plus long jamais construit à l'époque coloniale espagnole avec environ 100 000 blocs d'adobe utilisés. Il est si solide qu'il a résisté à la dynamite qui y a été plantée pour arrêter l'avancée japonaise pendant la Seconde Guerre mondiale. Il a été déclaré trésor culturel national parmi l'ensemble des ponts historiques de Tayabas le 12 août 2011.

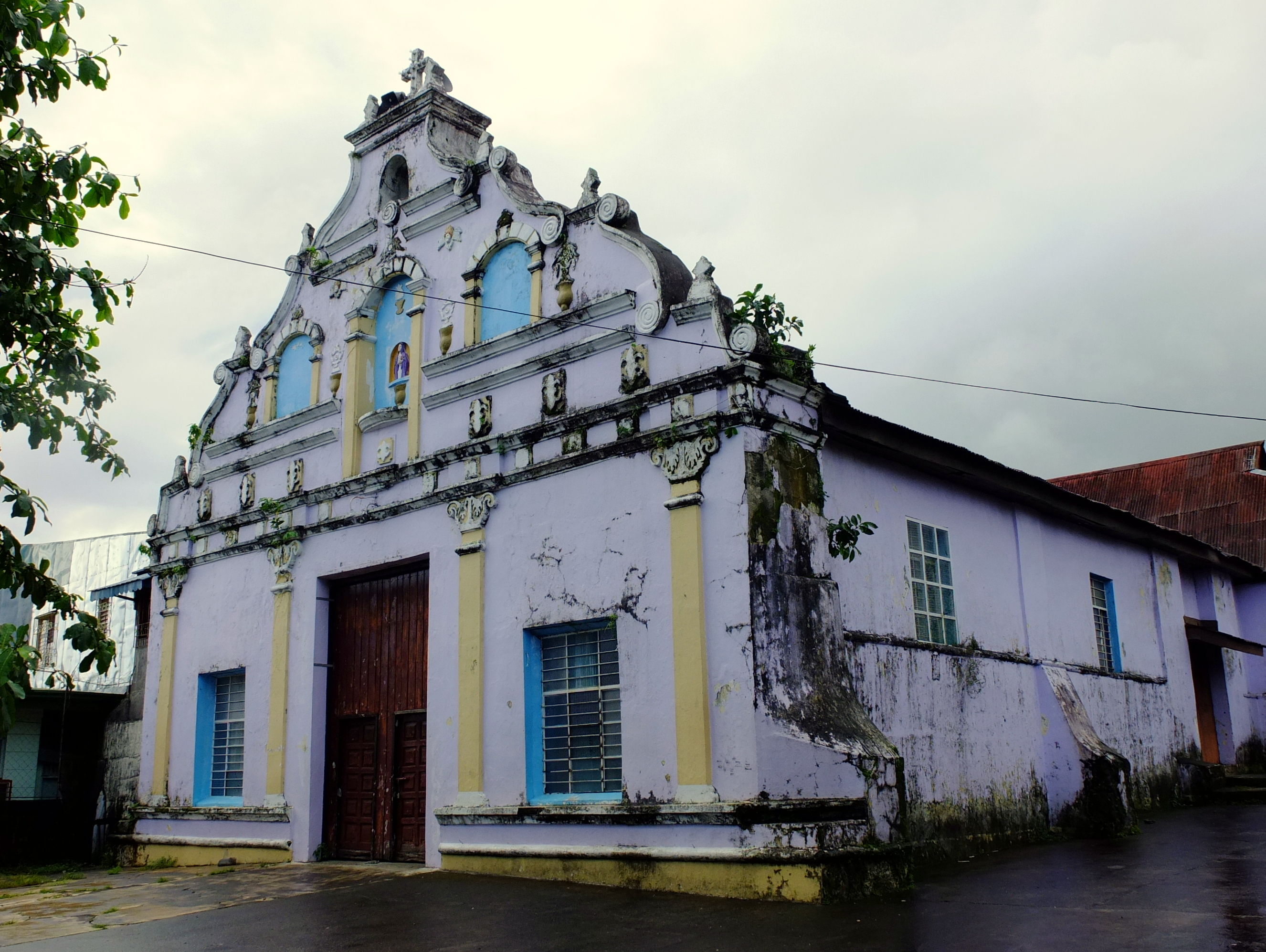
Nuestra Señora de las Angustias
L'une des plus anciennes églises de Tayabas. La chapelle a été construite en 1838. En 1887, la chapelle était décrite comme ayant un petit cloître, un modeste presbytère et une sacristie sur le côté droit du presbytère. Les murs avaient quatre fenêtres de capiz et de verre. En mars 1945, la chapelle est détruite à cause des bombardements américains et seuls les murs subsistent. Cependant, les murs ont servi de guide à sa restauration éventuelle.
Sanctuaire de las almas

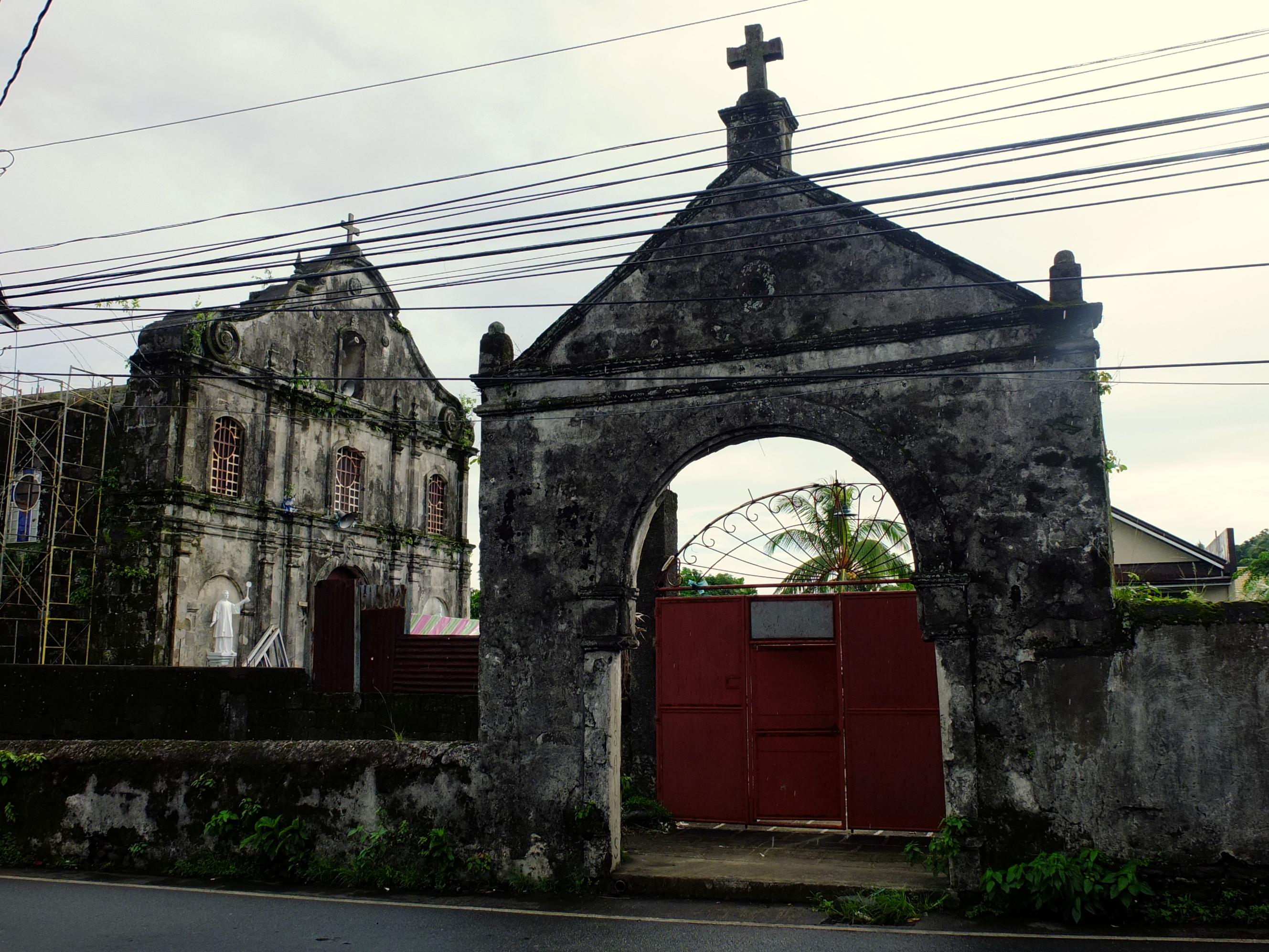
Santuario de las Almas

Construite en 1855, l'église s'appelait "Cementerio de los Españoles" (Cimetière des espagnols) pendant la période espagnole. Le sanctuaire de las almas (sanctuaire des âmes) est un ancien cimetière et maintenant un lieu pour les fidèles de San Diego de Alcala.

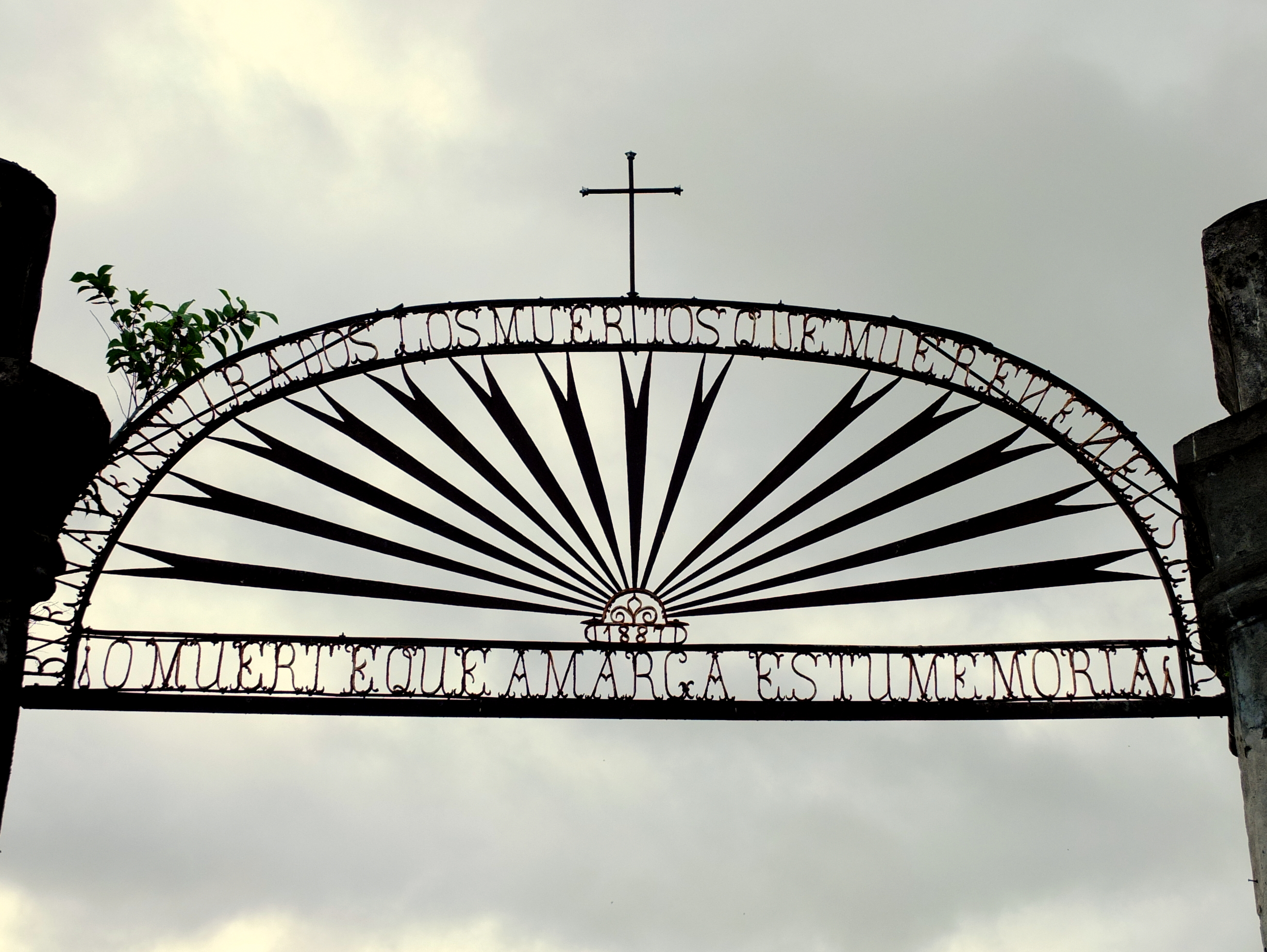
Camposanto de los Indios
Le Camposanto de los Indios (cimetière des Indiens) a été construit en 1887. Aujourd'hui, il s'appelle "kamposanto". Le cimetière a une porte composée de deux colonnes en pierre qui portent un signe grill. Les grilles ont deux motifs : 1- Un soleil levant symbolisant l'espoir et donc une nouvelle vie ; 2- "O muerte, que amarga es tu memoria" (O Mort, que ta mémoire est amère), et "Bienventurados los muertos que mueren en el Señor" (Heureux les défunts qui meurent dans le Seigneur).
Autres lieux intéressants
- Ponts coloniaux espagnols (en)
- Cave de Taao (Ilasan)
- Missionary Catechist of St. Therese of Infant Jesus (MCST) - Maison Mère
- Rivière Alitao
- Église San Roche Parish (Ilasan)
- Église Our Mother of Perpetual Help (Potol)
- Tayabas Racing Circuit de (TRC) (Circuit de course)
- Mallari Distillery (Since 1908. plus ancienne distillerie de Lambanog des Philippines)

### Personnalités liées à Tayabas
- Apolinario Dela Cruz dit "Hermano Pule (en)" (1814-1841) - Moine et leader religieux, jugé et exécuté à Tayabas
- Alfredo Maria Obviar (1923–2009) - Évêque
- Orlando Nadres (1938–1991) – écrivain

## Villes jumelles
- Makati,  Philippines